# Chiclayos stift
Chiclayos stift (Latin: Dioecesis Chiclayensis; Spanska: Diócesis de Chiclayo) är ett stift inom romersk-katolska kyrkan i departementet Lambayeque i nordvästra Peru.
Stiftets domkyrka är katedralen Santa Maria i Chiclayo. Robert Prevost, sedermera påve Leo XIV, var mellan 2015 och 2023 stiftets biskop. Sedan 2024 är stiftets biskop Edison Edgardo Farfán Córdova.
Stiftet grundades den 17 december 1956.